# Dreieck Nordharz
Dreieck Nordharz is een knooppunt in de Duitse deelstaat Nedersaksen.
Op dit trompetknooppunt ten oosten van de stad Vienenburg sluit de A36 Kreuz Braunschweig-Süd - Kreuz Bernburg aan op de A369 vanuit Bad Harzburg. Voorheen heette het Dreieck Vienenburg.
| Aansluitende wegen                     | Aansluitende wegen                                | Aansluitende wegen                              | Aansluitende wegen | Aansluitende wegen |
| -------------------------------------- | ------------------------------------------------- | ----------------------------------------------- | ------------------ | ------------------ |
|                                        |                                                   | richting Vienenburg / Wolfenbüttel Braunschweig |                    |                    |
|                                        |                                                   |                                                 |                    |                    |
|                                        | richting Wernigerode / Aschersleben Halle (Saale) |                                                 |                    |                    |
|                                        |                                                   |                                                 |                    |                    |
| richting Bad Harzburg (B4) Goslar (B6) |                                                   |                                                 |                    |                    |